# ボクシング・カンガルー (1896年の映画)
『ボクシング・カンガルー』(The Boxing Kangaroo) は、1896年に制作されたイギリスの短編白黒サイレントのドキュメンタリー映画で、バート・エイカーズが制作、監督し、ロバート・W・ポールの覗きからくりキネトスコープで公開された、少年がカンガルーとボクシングする様子を捉えた作品。この作品は完全に失われたものと考えられていたが、もともとミッドランズの写真家ジョージ・ウィリアムズ (George Williams) によってハル・フェア (Hull Fair) に出品されていた可搬式のブースで上映されていて、the National Fairground Archive に寄贈された、1896年のフェアグラウンド・プログラム (Fairground Programme) から見つかった断片が、この作品の一部であることが判明した。
この作品は、エイカーズが1896年に制作した、ボクシングをテーマとした4つの作品のひとつであり、他の3作は、『Boxing Match; or, Glove Contest』、『A Boxing Match in Two Rounds by Sgt. Instructor F.Barrett and Sgt. Pope』、『A Prize Fight by Jem Mace and Burke』である。この前年には、ドイツの映画制作者マックス・スクラダノフスキーが、同じように男性とカンガルーのボクシングの様子を映画にしており、『カンガルーのボクシング試合 (Das boxende Känguruh)』と題された。